# Маріуш Лось
Маріуш Лось (пол. Mariusz Łoś; нар. 20 травня 1982) — польський борець греко-римського стилю, срібний призер чемпіонату Європи.

## Біографія
Боротьбою почав займатися з 1992 року. 1999 ставав переможцем Північного чемпіонату серед кадетів. Представляв клуб «AGROS» із Замостя.

## Виступи на Чемпіонатах світу
| Змагання                        | Збірна | Вагова категорія | Місце |
| ------------------------------- | ------ | ---------------- | ----- |
| Чемпіонат світу з боротьби 2009 | Польща | 55 кг            | 18    |

## Виступи на Чемпіонатах Європи
| Змагання                         | Збірна | Вагова категорія | Місце  |
| -------------------------------- | ------ | ---------------- | ------ |
| Чемпіонат Європи з боротьби 2007 | Польща | 55 кг            | 18     |
| Чемпіонат Європи з боротьби 2009 | Польща | 55 кг            | Срібло |
| Чемпіонат Європи з боротьби 2011 | Польща | 55 кг            | 8      |

## Виступи на інших змаганнях
| Змагання                                 | Збірна | Вагова категорія | Місце  |
| ---------------------------------------- | ------ | ---------------- | ------ |
| Чемпіонат світу серед студентів 2006     | Польща | 55 кг            | 9      |
| Гран-прі Німеччини з боротьби 2007       | Польща | 55 кг            | Бронза |
| Олімпійський кваліфікаційний турнір 2008 | Польща | 55 кг            | 5      |
| Олімпійський кваліфікаційний турнір 2008 | Польща | 55 кг            | 12     |
| Гран-прі Німеччини з боротьби 2008       | Польща | 55 кг            | Срібло |
| Турнір Дана Колова — Николи Петрова 2009 | Польща | 60 кг            | 10     |
| Міжнародний турнір «Cristo Lutte» 2011   | Польща | 55 кг            | Бронза |
| Гран-прі Іспанії з боротьби 2011         | Польща | 55 кг            | Бронза |
| Меморіал Олега Караваєва 2011            | Польща | 60 кг            | 8      |
| Турнір Дана Колова — Николи Петрова 2012 | Польща | 55 кг            | 5      |
| Олімпійський кваліфікаційний турнір 2012 | Польща | 55 кг            | 12     |
| Олімпійський кваліфікаційний турнір 2012 | Польща | 55 кг            | 15     |